# CBEF
CBEF est une station de radio canadienne francophone située à Windsor, dans la province de l'Ontario. Elle est détenue et opérée par la Société Radio-Canada et affiliée à son réseau généraliste ICI Radio-Canada Première. CBEF a été lancée en 1970.
Le sigle CBEF signifie Canadian Broadcasting Corporation Essex County French. Le matin elle diffuse une émission locale de Windsor tandis que le reste du temps, elle diffuse en simultané la programmation de sa station sœur d'ICI Radio-Canada Première (CJBC) située à Toronto.
La station possède également un ré-émetteur à Leamington sur 103.1 FM. À cause de problèmes de réceptions en grandes ondes la station a été autorisée à émettre en FM depuis Windsor sur 105.5 FM à condition de ne pas gêner l'émission de WWWM à Toledo.
À la suite de la crise économique, Radio-Canada a programmé l'arrêt des programmes locaux en juin 2009 Mais une courte émission matinale était réintroduite dès 7 septembre 2010, et cette émission (Matins sans frontières) a récupéré graduellement au fil du temps, sa durée initiale de trois heures.